# Xi Hu (King George Island)
Xi Hu (chinesisch 西湖 ‚Westsee‘) ist ein kleiner See auf der Fildes-Halbinsel von King George Island im Archipel der Südlichen Shetlandinseln. Er liegt 140 m westlich der Verwaltungsgebäude der Große-Mauer-Station und stellt deren Süßwasserversorgung sicher. Sein Überlauf Cui Xi mündet in östlicher Richtung in die Hydrographers Cove.
Chinesische Wissenschaftler benannten den See 1985. 